# Liste des installations de l'United States Marine Corps
 (mars 2016).
Voici la liste des bases et installations de l'United States Marine Corps[Quand ?].

## États-Unis

### Marine Corps Bases
| Insignia | Installation                                           | Location                        |
| -------- | ------------------------------------------------------ | ------------------------------- |
|          | Marine Corps Base Camp Pendleton                       | Oceanside (Californie)          |
|          | Marine Corps Air Ground Combat Center Twentynine Palms | Twentynine Palms, Californie    |
|          | Marine Corps Logistics Base Barstow                    | Barstow (Californie)            |
|          | Marine Corps Recruit Depot San Diego                   | San Diego, Californie           |
|          | Mountain Warfare Training Center                       | Bridgeport (Californie)         |
|          | Marine Corps Logistics Base Albany                     | Albany (Géorgie)                |
|          | Marine Corps Base Hawaii                               | Baie de Kaneohe                 |
|          | Marine Corps Base Camp Lejeune                         | Jacksonville (Caroline du Nord) |
|          | Marine Corps Recruit Depot Parris Island               | Beaufort (Caroline du Sud)      |
|          | Marine Corps Base Quantico                             | Quantico, Virginie              |
|          | Henderson Hall                                         | Comté d'Arlington, Virginie     |
|          | Marine Barracks, Washington, D.C.                      | Washington                      |

#### Satellite Bases
| Insignia | Installation                                                                               | Location                        |
| -------- | ------------------------------------------------------------------------------------------ | ------------------------------- |
|          | Blount Island Command, Marine Corps Logistics Base Albany                                  | Jacksonville (Floride)          |
|          | Camp H. M. Smith, Marine Corps Base Hawaii                                                 | Aiea, Hawaï                     |
|          | Camp Geiger, Marine Corps Base Camp Lejeune                                                | Jacksonville (Caroline du Nord) |
|          | Camp Gilbert H. Johnson, Marine Corps Base Camp Lejeune formerly known as "Montford Point" | Jacksonville (Caroline du Nord) |
|          | Courthouse Bay, Marine Corps Base Camp Lejeune                                             | Jacksonville (Caroline du Nord) |
|          | Stone Bay, Marine Corps Base Camp Lejeune                                                  | Jacksonville (Caroline du Nord) |
|          | Camp Allen, base navale de Norfolk formerly known as "Camp Elmore"                         | Norfolk (Virginie)              |

### Marine Corps Air Stations
| Insignia | Installation                            | Location                        |
| -------- | --------------------------------------- | ------------------------------- |
|          | Marine Corps Air Station Yuma           | Yuma (Arizona)                  |
|          | Marine Corps Air Station Miramar        | Miramar (Californie)            |
|          | Marine Corps Air Station Camp Pendleton | Oceanside (Californie)          |
|          | Marine Corps Air Station Kaneohe Bay    | Kāne'ohe Bay, Hawaii            |
|          | Marine Corps Air Station Cherry Point   | Havelock (Caroline du Nord)     |
|          | Marine Corps Air Station New River      | Jacksonville (Caroline du Nord) |
|          | Marine Corps Air Station Beaufort       | Beaufort (Caroline du Sud)      |

#### Satellite Aviation Facilities
| Insignia | Installation                                                                            | Location                       |
| -------- | --------------------------------------------------------------------------------------- | ------------------------------ |
|          | Marine Corps Outlying Field Atlantic, Marine Corps Air Station Cherry Point             | Atlantic (Caroline du Nord)    |
|          | Marine Corps Auxiliary Landing Field Bogue Field, Marine Corps Air Station Cherry Point | Bogue (Caroline du Nord)       |
|          | Marine Corps Outlying Field Camp Davis, Marine Corps Base Camp Lejeune                  | Holly Ridge (Caroline du Nord) |
|          | Marine Corps Air Facility Quantico, Marine Corps Base Quantico                          | Quantico (Virginie)            |

### Marine Corps Detachments
| Insignia | Installation                                                                | Location                     |
| -------- | --------------------------------------------------------------------------- | ---------------------------- |
|          | Marine Aviation Training Support Group 21, Naval Air Station Pensacola      | Warrington (Floride)         |
|          | Marine Aviation Training Support Group 22, Naval Air Station Corpus Christi | Corpus Christi (États-Unis)  |
|          | Marine Aviation Training Support Group 23, Naval Air Station Lemoore        | Lemoore Station (Californie) |
|          | Marine Aviation Training Support Group 33, Naval Air Station Oceana         | Virginia Beach, Virginie     |
|          | Marine Aviation Training Support Group 53, Naval Air Station Whidbey Island | Oak Harbor (Washington)      |
|          | Marine Aviation Detachment, Naval Air Weapons Station China Lake            | China Lake (Californie)      |
|          | Marine Aviation Detachment, Naval Air Station Patuxent River                | Patuxent River, Maryland     |
|          | Marine Corps Detachment, Arsenal de Redstone                                | Huntsville (Alabama)         |
|          | Marine Corps Detachment, Fort Huachuca                                      | Huachuca City (Arizona)      |
|          | Marine Corps Detachment, Defense Language Institute                         | Monterey (Californie)        |
|          | Marine Corps Detachment, Corry Station Naval Technical Training Center      | Pensacola, Floride           |
|          | Marine Corps Detachment, Fort Gordon                                        | Augusta (Géorgie)            |
|          | Marine Corps Detachment, Fort Benning                                       | Columbus (Géorgie)           |
|          | Marine Corps Detachment, Fort Knox                                          | Louisville (Kentucky)        |
|          | Marine Corps Detachment, Aberdeen Proving Ground                            | Aberdeen (Maryland)          |
|          | Marine Corps Detachment, Fort Meade                                         | Laurel (Maryland)            |
|          | Marine Corps Detachment, Fort Leonard Wood                                  | Waynesville (Missouri)       |
|          | Marine Corps Detachment, Fort Sill                                          | Lawton (Oklahoma)            |
|          | Marine Corps Detachment, Base navale de Newport Naval War College           | Newport (Rhode Island)       |
|          | Marine Corps Detachment, Fort Bliss                                         | El Paso, Texas               |
|          | Marine Corps Detachment, Goodfellow Air Force Base                          | San Angelo, Texas            |
|          | Marine Corps Detachment, Fort Lee                                           | Tri-Cities, Virginie         |

### Marine Corps Reserve
| Insignia | Installation                                                                     | Location                  |
| -------- | -------------------------------------------------------------------------------- | ------------------------- |
|          | Headquarters, Marine Forces Reserve, Naval Support Activity New Orleans          | La Nouvelle-Orléans       |
|          | Marine Corps Individual Reserve Support Activity, Marine Forces Reserve          | La Nouvelle-Orléans       |
|          | Marine Corps Reserve Center Indianapolis, Heslar Naval Armory                    | Indianapolis, Indiana     |
|          | Marine Corps Reserve Detachment, Naval Air Station Joint Reserve Base Fort Worth | Providence (Rhode Island) |

## Installations à l'étranger

### Australie
| Insignia | Installation       | Location           |
| -------- | ------------------ | ------------------ |
|          | Robertson Barracks | Darwin (Australie) |

### Cuba
| Insignia | Installation                                                  | Location           |
| -------- | ------------------------------------------------------------- | ------------------ |
|          | Marine Corps Detachment, Base navale de la baie de Guantánamo | Baie de Guantánamo |

### Djibouti
| Insignia | Installation                                     | Location |
| -------- | ------------------------------------------------ | -------- |
|          | Marine Corps Security Detachment, Camp Lemonnier | Djibouti |

### Allemagne
| Insignia | Installation                                                                       | Location  |
| -------- | ---------------------------------------------------------------------------------- | --------- |
|          | Headquarters, United States Marine Forces, Europe (MARFOREUR), Camp Panzer Kaserne | Böblingen |

### Japon
| Insignia | Installation                                             | Location             |
| -------- | -------------------------------------------------------- | -------------------- |
|          | Marine Corps Air Station Iwakuni                         | Iwakuni              |
|          | Marine Corps Base Camp Smedley D. Butler                 | Préfecture d'Okinawa |
|          | Camp Courtney, Marine Corps Base Camp Smedley D. Butler  | Uruma, Okinawa       |
|          | Camp Foster, Marine Corps Base Camp Smedley D. Butler    | Ginowan, Okinawa     |
|          | Camp Gonsalves, Marine Corps Base Camp Smedley D. Butler | Kunigami, Okinawa    |
|          | Camp Hansen, Marine Corps Base Camp Smedley D. Butler    | Kin, Okinawa         |
|          | Camp Kinser, Marine Corps Base Camp Smedley D. Butler    | Naha, Okinawa        |
|          | Camp Lester, Marine Corps Base Camp Smedley D. Butler    | Chatan, Okinawa      |
|          | Camp McTureous, Marine Corps Base Camp Smedley D. Butler | Uruma, Okinawa       |
|          | Camp Schwab, Marine Corps Base Camp Smedley D. Butler    | Uruma, Okinawa       |
|          | Marine Corps Air Station Futenma                         | Ginowan, Okinawa     |
|          | Marine Wing Liaison Kadena, Kadena Air Base              | Kadena, Okinawa      |
|          | Camp Fuji                                                | Gotemba, Shizuoka    |

### Corée du Sud
| Insignia | Installation | Location |
| -------- | ------------ | -------- |
|          | Camp Mujuk   | Pohang   |

### Royaume-Uni &Territoire britannique d'outre-mer
| Insignia | Installation                    | Location                                 |
| -------- | ------------------------------- | ---------------------------------------- |
|          | Camp Thunder Cove, Diego Garcia | Territoire britannique de l'océan Indien |

## Installations fermées ou converties

### États-Unis
| Insignia | Installation                                 | Date   | Current Function                         | Location                      |
| -------- | -------------------------------------------- | ------ | ---------------------------------------- | ----------------------------- |
|          | Camp Calvin B. Matthews                      | 1964   | Université de Californie à San Diego     | La Jolla (Californie)         |
|          | Marine Corps Air Station El Centro           | 1946   | Naval Air Facility El Centro             | El Centro (Californie)        |
|          | Marine Corps Air Station El Toro             | 1999   | Orange County Great Park                 | Irvine (Californie)           |
|          | Marine Corps Air Station Mojave              | 1961   | Mojave Air and Space Port                | Mojave (Californie)           |
|          | Marine Corps Air Station Santa Barbara       | 1946   | Santa Barbara Municipal Airport          | Santa Barbara (Californie)    |
|          | Marine Corps Air Station Tustin              | 1999   | Tustin Legacy                            | Tustin (Californie)           |
|          | Marine Corps Air Station Miami               | 1959   | Opa-locka Airport                        | Miami, Floride                |
|          | Marine Corps Air Station Ewa                 | 1952   | Naval Air Station Barbers Point          | Oahu, Hawaï                   |
|          | Marine Corps Air Station Edenton             | c.1960 | Northeastern Regional Airport            | Edenton, Caroline du Nord     |
|          | Marine Corps Air Station Eagle Mountain Lake | 1946   | private airport                          | Pecan Acres (Texas)           |
|          | Marine Corps Air Station Santa Barbara       | 1946   | Université de Californie à Santa Barbara | Goleta (Californie)           |
|          | Marine Corps Auxiliary Airfield Gillespie    | 1946   | Gillespie Field                          | El Cajon, Californie          |
|          | Marine Corps Outlying Field Greenville       | c.1946 | Pitt-Greenville Airport                  | Greenville (Caroline du Nord) |
|          | Marine Corps Auxiliary Airfield Kinston      | c.1946 | Kinston Regional Jetport                 | Kinston (Caroline du Nord)    |
|          | Marine Corps Outlying Field New Bern         | c.1946 | Craven County Regional Airport           | New Bern, Caroline du Nord    |
|          | Marine Corps Auxiliary Airfield Congaree     | 1945   | McEntire Joint National Guard Base       | Eastover (Caroline du Sud)    |
|          | Marine Corps Air Facility Walnut Ridge       | 1945   | Walnut Ridge Regional Airport (Arkansas) | Walnut Ridge, Arkansas        |
|          | Marine Corps Barracks Adak                   | 2004   | Adak Airport                             | Adak (Alaska)                 |
|          | Marine Barracks Jacksonville                 | 1986   | Naval Air Station Jacksonville           | Jacksonville (Floride)        |

### Afghanistan
| Insignia | Installation                       | Location                  |
| -------- | ---------------------------------- | ------------------------- |
|          | Camp Dwyer                         | Garmsir District          |
|          | Camp Leatherneck                   | Helmand (province)        |
|          | Camp Rhino                         | Registan Desert           |
|          | FOB Delhi                          | Garmsir                   |
|          | FOB Delaram                        | Nimrôz                    |
|          | Firebase Fiddler's Green           | Nawa-I-Barakzayi District |
|          | FOB Geronimo                       | Nawa-I-Barakzayi District |
|          | Aéroport international de Kandahar | Kandahar                  |
|          | PB Jaker                           | Nawa District             |

#### Kosovo
| Insignia | Installation  | Location         |
| -------- | ------------- | ---------------- |
|          | Camp Monteith | Gnjilane, Kosovo |

#### Thaïlande
| Insignia | Installation                         | Location            |
| -------- | ------------------------------------ | ------------------- |
|          | Marine Corps Air Station Rose Garden | Nam Phong, Thailand |

#### Viêt Nam
| Insignia | Installation                 | Location                                                             |
| -------- | ---------------------------- | -------------------------------------------------------------------- |
|          | Camp Carroll                 | Cam Lo, Vietnam                                                      |
|          | Chu Lai                      | Dung Quat Bay, Vietnam                                               |
|          | Con Thien                    | Zone vietnamienne démilitarisée, Vietnam                             |
|          | Da Nang Air Base             | Đà Nẵng, Vietnam                                                     |
|          | Khe Sanh Combat Base         | Province de Quảng Trị, Vietnam                                       |
|          | Ky Ha Air Facility           | Ky Ha Peninsula (Province de Quảng Nam, Nui Thanh District), Vietnam |
|          | Marble Mountain Air Facility | Marble Mountain, Vietnam                                             |